# Супружеская измена
Супру́жеская изме́на, прелюбодея́ние, блуд, адюльте́р (фр. adultère, лат. adulter — распутный) — добровольный половой акт между лицом, состоящим в браке, и лицом, не являющимся его или её супругой или супругом.
Несмотря на то, что в различных правовых системах определения супружеской измены различаются, общим для всех является факт сексуальной близости состоящего в браке лица со сторонним по отношению к браку лицом.

## Правовые и культурные традиции
Общепринятыми в большинстве культур считаются добровольные обязательства супругов не иметь сексуальных партнёров на стороне. Очень часто супружеская измена является веским основанием для расторжения брака. В некоторых странах с преобладанием уклада социальной жизни по традиционно-религиозным догмам за адюльтер предавали смертной казни. Как правило, наказание для женщин более суровое, чем для мужчин.
Различные современные культуры имеют различные отношения к этике внебрачной половой связи: некоторые осуждают это, в то время как другие рассматривают этот аспект брака как нормальный или подходящий или организовывают и защищают личную свободу сексуального поведения.

### В России
Семейные отношения в России регулируются Семейным кодексом Российской Федерации (СК РФ).
Статья 1 СК РФ гарантирует свободу и добровольность брачного союза мужчины и женщины, а значит, и свободу его расторжения с достаточной защитой прав супругов и их детей. Ситуации расторжения брака в судебном порядке, когда один из супругов возражает против расторжения брака, регулируются статьёй 22 СК РФ.
Семейный кодекс не даёт перечня оснований, при наличии которых брак должен или может быть расторгнут, вводя положение о том, что окончательное решение о сохранении или прекращении брачного союза остаётся личным делом каждого из супругов. Введение подробного перечня оснований к расторжению брака практически весьма затруднительно, поскольку в каждом браке могут быть собственные причины разлада, и только сами супруги способны оценить их серьёзность и достаточность для развода.
Вместе с тем, статьи 92 и 119 СК РФ предусматривают право суда освободить супруга от алиментов на содержание другого супруга в случае недостойного поведения последнего в семье.
Иные случаи, когда супружеская измена может иметь юридическое значение, предусмотрены Уголовным кодексом Российской Федерации (УК РФ). Так, привилегированные составы преступлений, предусмотренных статьями 107 и 113 УК РФ (убийство и причинение тяжкого или средней тяжести вреда здоровью, совершённые в состоянии аффекта), за совершение которых установлено уголовное наказание более мягкое, нежели за аналогичные деяния при отсутствии признаков аффекта, квалифицируют аффект как внезапно возникшее сильное душевное волнение, вызванное, в частности, аморальными действиями потерпевшего, коими считается измена. Также статья 61 УК РФ относит аморальность поведения потерпевшего, явившегося поводом для совершения преступления, к числу обстоятельств, смягчающих уголовное наказание обвиняемого. Таким образом, в зависимости от обстоятельств дела, от воздействия измены на преступника, она может оказать влияние на квалификацию дела и размер наказания.
По данным опроса, проведённого ВЦИОМ в январе 2018 года, 64 % опрошенных совершеннолетних россиян считают супружескую измену всегда или почти всегда предосудительной.

### Другие страны и государства
Во многих странах есть перечень оснований для расторжения брака, который корректируется с течением времени.
По Кодексу Наполеона (Гражданский кодекс французов), вступившему в силу 21 марта 1804 года, муж мог требовать от жены расторжения брака за адюльтер, а мужская супружеская измена не могла быть достаточным основанием для расторжения брака, если только он не приводил любовницу в дом.
В юрисдикции многих стран третьего мира адюльтер так же, как и внебрачная половая жизнь (блуд и прелюбодеяния), до сих пор преследуется законом. Там, где такое преследование осуществляется, женщины караются гораздо строже, чем мужчины, вплоть до побиения камнями. Так, например, обстоят дела в Нигерии. В Пакистане по принятому в 1979 году закону женщина, заявившая об изнасиловании, должна была предоставить как минимум четырёх свидетелей-мужчин, а иначе она сама могла быть обвинена в прелюбодеянии. Это правило было отменено лишь в 2006 году. В Республике Корея с 1953 по 2015 год существовало уголовное преследование за супружескую измену.
В ряде штатов США супружеская неверность по закону карается штрафом в несколько сотен долларов или даже тюремным сроком. Однако эти нормы практически не применяются. В нескольких штатах США также действуют нормы об «отчуждении чувств»: законы позволяют женатому человеку, которому изменяют, подать в суд на мужчину или женщину, с которыми у их партнёра был роман, и потребовать денежную компенсацию. В 2002 году Южная Дакота сделала такой закон гендерно-нейтральным: замужние женщины теперь также могут подать в суд на «другую» женщину, до этого разрешалось предъявлять такой иск только мужчинам.

## Религиозные традиции

### Иудаизм
Ветхий Завет (Танах) запрещает прелюбодейство (Исх. 20:14; Втор. 5:18), предусматривая за него смертную казнь (Лев. 20:10) для «прелюбодея и прелюбодейки». Адюльтер, именно как связь с замужней женщиной, запрещён Торой, но в наше время и у мужчины-иудея практически нет возможности, не нарушая иные аспекты еврейского религиозного законодательства, вступить в интимные отношения с женщиной, не являющейся его женой.
Еврейский закон (Галаха) запрещает мужчине продолжать жить с неверной женой, и он обязан совершить гет — расторгнуть брак.
Согласно иудаизму, Семь законов потомков Ноя, запрещающие половые отношения с чужой женой, распространяются на всё человечество.

### Христианство
Несмотря на то, что исторически сложилось употребление термина «блуд» как не предполагающего супружеского статуса вовлечённого лица (лиц), в отличие от прелюбодеяния, в Библии термины прелюбодеяние и «блуд» являются взаимозаменяемыми синонимами.
Новый Завет, восприняв запрет в Десяти заповедях (7-я заповедь), осуждает супружескую измену (1Кор. 6:9—18; Еф. 5:3—5). Иисус Христос (Мф. 5:28) говорил: «Я говорю вам, что всякий, кто смотрит на женщину с вожделением, уже прелюбодействовал с нею в сердце своём». Кроме того, «всякий, разводящийся с женою своею и женящийся на другой, прелюбодействует, и всякий, женящийся на разведённой с мужем, прелюбодействует» (Лук. 16:18; Марка. 10:11, 12). В Евангелии от Иоанна говорится о том, что Христос не наказал женщину, обвиняемую в супружеской измене (Ин. 8:1—11).
В частности, Апостольскими Правилами, Студийским и Иерусалимским уставами предусмотрено наложение на совершившего прелюбодейство строгой епитимьи вплоть до многолетнего отлучения от Церкви. Именно супружеская измена упоминается в Новом Завете как единственное исключение при запрете на развод супругов (Мф. 5:32).

### Ислам
В исламе любая добровольная половая связь лиц, не состоящих в браке между собой, является прелюбодеянием. Если совершивший прелюбодеяние не состоит в браке, то он подвергается ста ударам плетью.
Факт супружеской измены (по выражению юристов, нужно видеть, что «ключ находится в замке») должны непосредственно наблюдать четыре (минимум) человека, обладающих безупречной репутацией и пользующихся заслуженным авторитетом (свидетельства тех, кого часто обвиняют во лжи, свидетельства ненадёжных или заинтересованных людей судами (в том числе шариатскими) в исламских странах не принимаются). Если будут расхождения в показаниях свидетелей, они все будут подвергнуты телесному наказанию как лжесвидетели. Любое весомое сомнение отменяет наказание. Также запрещён самосуд (существует мнение, что муж может убить жену и любовника, но это полностью противоречит сунне Мухаммеда, где говорится, что Мухаммед был недоволен, когда его спросили о допустимости самосуда). Если мужчина скажет, что увидел свою жену с любовником, но не представит доказательства супружеской измены, то он сам подвергнется наказанию (80 ударов плетью). Но супруги могут поклясться в том, было прелюбодеяние или нет. Если мужчина обвинит женщину, не являющуюся его женой, в прелюбодеянии и не предоставит четырёх свидетелей, то получит наказание в 80 ударов. Человек может сам признаться, что совершил прелюбодеяние, тогда он также подвергается смертной казни (побиение камнями). Подобного рода случаи были в практике. В Коране нет никаких упоминаний о том, что следует подвергать смертной казни совершивших прелюбодеяние.
Согласно сунне, на человеке, подвергнувшемуся изнасилованию, нет греха (и, соответственно, он не подвергается наказанию).
В Коране сказано (смысл): «Не приближайтесь к прелюбодеянию, ибо оно является мерзостью и скверным путём» (Сура «аль-Исра», аят 32).

## Статистика
Согласно исследованиям, проведённым британским биологом, писателем и научным журналистом Робином Бейкером с использованием генетических методов, выяснено, что 11[уточнить] % детей лондонцев, рождённых в браке, появились на свет не от законных супругов. В частности, многие женщины, по их словам, с трудом вспоминали сексуальный контакт на стороне, даже после ознакомления с результатами генетической экспертизы.
В среднем в мире около 8 % отцов воспитывают не своих детей. Часто приводимые цифры о 20—30 % неродных детей можно отнести к систематической ошибке наблюдателя, так как статистика любого центра по исследованию ДНК отражает не всё общество, а только тех отцов, которые решили проверить свои подозрения.
Глобальное исследование компании Durex показало, что во всём мире 22 % опрошенных признались, что занимались сексом вне брака.
Стандартная кросс-культурная выборка описывает случаи внебрачного секса по половому признаку в более чем 50 доиндустриальных культурах. Случаи внебрачного секса у мужчин описываются как «универсальные» в 6 культурах, «умеренные» в 29 культурах, «редкие» в 6 культурах и «необычные» в 10 культурах. Внебрачный секс у женщин считается «универсальным» в 6 культурах, «умеренным» в 23 культурах, «случайным» в 9 культурах и «редким» в 15 культурах.